# Ondřej Macík
Ondřej Macík (* 12. Januar 2001 in Prag) ist ein tschechischer Sprinter, der sich auf den 200-Meter-Lauf spezialisiert hat und über diese Distanz aktuell Inhaber des Landesrekordes ist.

## Sportliche Laufbahn
Erste Erfahrungen bei internationalen Meisterschaften sammelte Ondřej Macík im Jahr 2023, als er bei den U23-Europameisterschaften in Espoo in 21,35 s den siebten Platz im 200-Meter-Lauf belegte und mit der tschechischen 4-mal-100-Meter-Staffel im Vorlauf nicht ins Ziel kam. Anschließend verbesserte er bei den tschechischen Meisterschaften den Landesrekord über 200 Meter auf 20,39 s und unterbot damit die alte Bestmarke von Jan Jirka aus dem Jahr 2021 um sechs Hundertstelsekunden. Im August erreichte er bei den Weltmeisterschaften in Budapest das Halbfinale und schied dort mit 20,71 s aus. Bei den World Athletics Relays 2024 in Nassau verpasste er mit der 4-mal-100-Meter-Staffel die Direktqualifikation für die Olympischen Spiele in Paris. Anschließend schied er bei den Europameisterschaften in Rom mit 20,89 s im Halbfinale über 200 Meter aus und verpasste mit der Staffel mit 39,22 s den Finaleinzug. Im August schied er bei den Olympischen Sommerspielen in Paris mit 21,14 s in der Hoffnungsrunde über 200 Meter aus.
2023 wurde Macík tschechischer Meister im 200-Meter-Lauf sowie 2022 und 2023 auch in der 4-mal-100-Meter-Staffel. Zudem wurde er 2023 Hallenmeister über 200 Meter sowie von 2020 bis 2022 auch in der 4-mal-200-Meter-Staffel.

## Persönliche Bestzeiten
- 100 Meter: 10,51 s (−1,0 m/s), 3. September 2023 in Hodonín
  - 60 Meter (Halle): 6,88 s, 17. Januar 2023 in Prag
- 200 Meter: 20,39 s (+0,2 m/s), 30. Juli 2023 in Tábor (tschechischer Rekord)
  - 200 Meter (Halle): 20,83 s, 18. Februar 2024 in Ostrava